# Podgora (Breza)
Pour les articles homonymes, voir Podgora.
Podgora (en cyrillique : Подгора) est un village de Bosnie-Herzégovine. Il est situé dans la municipalité de Breza, dans le canton de Zenica-Doboj et dans la fédération de Bosnie-et-Herzégovine. Selon les premiers résultats du recensement bosnien de 2013, il compte 566 habitants.

## Démographie

### Évolution historique de la population
| 1948 | 1953 | 1961 | 1971 | 1981 | 1991 | 2013 |
| ---- | ---- | ---- | ---- | ---- | ---- | ---- |
| -    | -    | 551  | 558  | 606  | 684  | 566  |

|  |